# Neide Aparecida (Sai de Baixo)
Neide Aparecida dos Santos foi uma personagem interpretada por Márcia Cabrita no extinto humorístico Sai de Baixo, exibido pela Rede Globo entre 1996 e 2002. Permaneceu na série de 1997 a 2000.

## Biografia
Tornou-se a empregada de Vavá na segunda temporada do seriado, substituindo Lucinete, e se tornou a doméstica mais duradoura do programa. Durante a quinta temporada em 2000, também era faxineira do restaurante Arouche's Place. Namorava Ribamar de 1997 a 1999, depois namorou Ataíde em 2000. Na quinta temporada ficou grávida e decidiu deixar o seriado, sendo substituída por Sirene (Cláudia Rodrigues). Chamava Cassandra de "Dona Cascassandra" e "Cassy". Neide costumava vestir roupas justas e decotadas e rebolar sensualmente ao estilo da cantora Gretchen.
No revival do programa em 2013, Neide é a nova dona do apartamento do Largo do Arouche, tendo ganho uma fortuna processando uma patroa após a aprovação da PEC das Domésticas, que foi gasta no imóvel e trazendo a família de Vavá de volta para um jantar. Durante o primeiro episódio, Caco Antibes faz um golpe para tomar posse do apartamento.